# Église Saint-Lucien de La Rue-Saint-Pierre
L'église Saint-Lucien est une église catholique située à La Rue-Saint-Pierre, en France. L'édifice fait l'objet d'un classement au titre des monuments historiques depuis 1943. Elle est affiliée à la paroisse Saint-Louis de Bresles.

## Localisation
L'église est située dans le département français de l'Oise, sur la commune de La Rue-Saint-Pierre, à l'est du village. 

## Histoire
L'église est construite pendant la seconde moitié du XIe siècle. Elle est classée monument historique depuis le 8 septembre 1943.

## Description

### Façade occidentale
Le portail est formé d'une archivolte décorée d'un double rang d'étoiles dans un style fréquent en Normandie à partir de la fin du XIe siècle. À l'intérieur de l'archivolte, trois voussures en retrait montrent trois tores retombant sur des colonnettes. Un des chapiteaux est historié, ce qui est rare dans la région, un autre orné d'entrelacs. Le premier montre un homme agenouillé assailli par des serpents : c'est la légende du sire de Courlieu qui fit le vœu de fonder l'église s'il était délivré d'énormes vipères dont il fut un jour attaqué dans la forêt. Le tympan, fait d'une sorte de pavement de carreaux (comme à la ferme Saint-Rémy-l'Abbaye d'Agnetz, à Allonne, Cinqueux, et Le Fay-Saint-Quentin), surmonté d'un linteau en mître. Ce portail est précédé d'un porche à baies trilobées, élevé en 1602 par le Chapitre de Beauvais et les habitants de la commune. On note à l'intérieur un obit de Pierre Toussaint, laboureur (1630) et à l'extérieur une note gravée : « le 4 d'Aoust 1636, le prince Thomas entra en la Picardie. ».

## Mobilier
L'église Saint-Lucien renferme six éléments de mobilier classés monuments historiques
- Statue : saint tenant un livre, XVe siècle[5]
- Groupe sculpté : Éducation de la Vierge, XVe siècle[6]
- Statue : Vierge à l'Enfant, XVIe siècle[7]
- Lutrin (aigle-lutrin), 4e quart du XVIIIe siècle[8]
- Dalle commémorative, dite inscription commémorative du passage des Espagnols, 2e quart du XVIIe siècle[9]
- Statue (petite nature) : Saint Lucien céphalophore, XVIe siècle[10]